# Jens Lorenz
Jens Lorenz (geboren 9. September 1958 in Leipzig) ist ein deutscher Hochschullehrer, Universitätsmusikdirektor und Dirigent.

## Leben
Jens Lorenz studierte Dirigieren an der Hochschule für Musik „Franz Liszt“ in Weimar. Seine Ausbildung wurde durch Meisterkurse bei Helmuth Rilling und Kurt Masur ergänzt. Von 1984 bis 2024 leitete Lorenz den Universitätschor Halle „Johann Friedrich Reichhardt“. 2002 wurde ihm das Amt des Universitätsmusikdirektors verliehen. Zusammen mit den Ensembles des Collegium Musicum Halle tritt Lorenz regelmäßig auch überregional auf und gastiert bei den Händel-Festspielen.
Lorenz widmet sein Schaffen insbesondere mitteldeutschen Komponisten. Ein besonderes Anliegen ist ihm hierbei die Pflege der Werke eher unbekannter Komponisten. So werden neben Werken von Händel, Bach und Telemann beispielsweise auch Kompositionen von Johann Friedrich Fasch von seinen Ensembles aufgeführt.
Lorenz ist außerdem als Hochschullehrer tätig und unterrichtet Dirigieren an der Martin-Luther-Universität Halle-Wittenberg.

## Auszeichnungen
- 1995 Fasch-Preis der Stadt Zerbst
- 2009 Gesamtsieg bei dem Internationalen Chorwettbewerb PRAGA CANTA zusammen mit Universitätschor Halle
- 2012 Ehrennadel des Landes Sachsen-Anhalt
- 2018 Gesamtsieg beim internationalen Chorwettbewerb in Verona und Sonderpreis für die beste Interpretation des Pfilchtstückes[4]